# 展示用模型飛行機

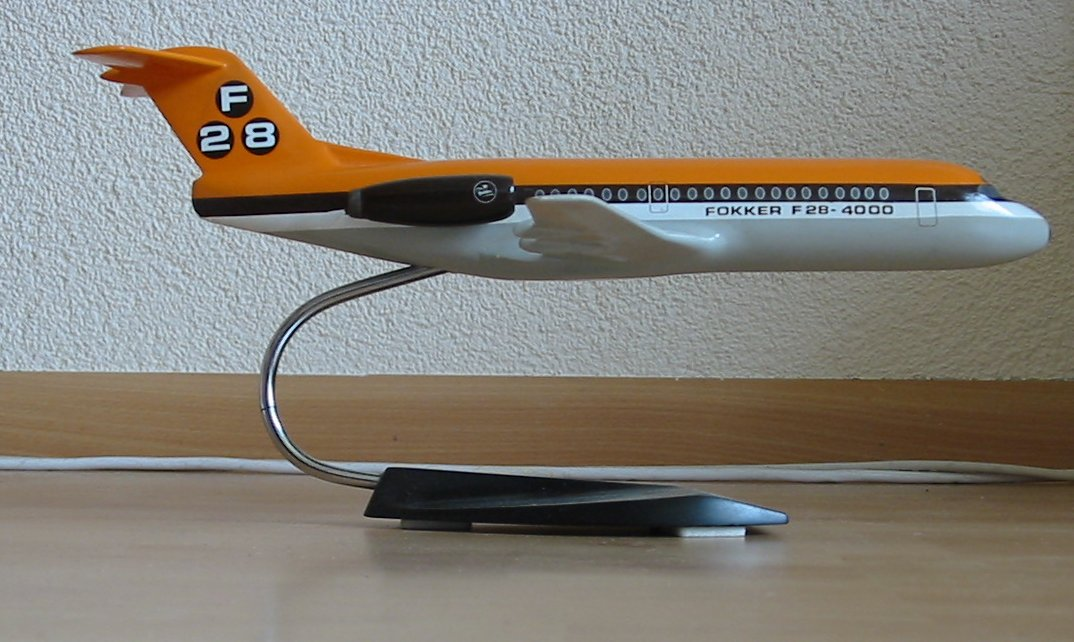
フォッカー F28のソリッドモデル

展示用模型飛行機（てんじようもけいひこうき）は模型飛行機のうち、飛行を考慮されていない物で、通常、プラスチックや木、金属、紙などで作られるスケールモデルである。ラジコン等の飛行する模型に対してディスプレイモデルとも呼ばれる。また航空機を開発する過程で風洞実験に使用される実用品もある。
入手可能なものには、自分で組立てと塗装を行う必要のあるプラモデルやガレージキットなどの組立てキット、組立て塗装済みの完成品モデル、塗装済みで部品をはめ込むだけで完成する半完成モデルなどがある。キットによらずに自分で木や金属などからオリジナルの模型（ソリッドモデル等）を作る事も行われている。また、近年日本では食玩やトレーディングフィギュア形式の完成/半完成モデルや塗装済みプラモデルが多数作られている。
大半のエアラインは、宣伝用に自社の機体のモデル化を許諾しており、プラモデルや半完成モデル、ヘルパやドラゴンモデルズ等による完成品モデルなどが作られている。初期にはエアラインが大型の飛行機の模型を製作し、宣伝用に旅行社に提供していたが、それらの模型は現在では収集の対象となっており、オークション等で高値で取引されている。最も高価な模型飛行機としては、1/10スケールのボーイング707に18000$の価格が付けられた例がある。

## 製造会社
最も一般的な射出成形のプラモデルの飛行機キットを発売している主なメーカーは、ハセガワ、田宮模型、フジミ、マイクロエース、童友社、レベル、エアフィックス、エレール、イタレリ等である。また、かつては旧IMA社の製品の再発売品や他のメーカーからのOEM製品が主だった旧ソビエト・東欧圏のメーカーや、他のメーカーのキットのコピー製品が大半だった韓国や中国のメーカーからも、現在では良質な飛行機のキットが多数発売されている。プラモデルのメーカーについては、プラモデル製造メーカー一覧も参照のこと。
完成品モデルの主なメーカーは、ヘルパ、ドラゴンモデルズ、ジェニミジェッツ、コーギー、フランクリンミント等であるが、その他にも多くのメーカーからコレクター向けの完成品モデルが発売されている。
1970年代は趣味としてのプラモデルの絶頂期で、1980年代に入ると家庭用ゲーム機の普及により模型は徐々に下火になった。
近年は食玩や分冊百科という新たな流通形態も登場し、完成品、組立キットの両方を販売している。

## 縮尺
プラモデルの縮尺は、軍用機では1/72と1/48が標準であり、小型機は1/24や1/32でモデル化される場合もある。爆撃機や輸送機のような大型の軍用機と旅客機は1/144や1/200でモデル化される場合が多い。日本やフランス、ドイツのようなメートル法を基本とする国のメーカーでは、1/50、1/75、1/100、1/125などの縮尺を採用する場合もある。特に1/100は日本を中心に比較的多くのキットが作られている。1/50は近年ではプラモデルには殆ど使用されないが、ソリッドモデルでは標準スケールとして用いられている。
多くのプラモデルでは標準的な縮尺が採用されているが、そうではない物も存在する。それらは多くの場合メーカーの使用する箱に合わせた大きさであり、“ボックススケール”とも呼ばれる。初期に作られたプラモデルに多く、最近ではあまり見られないが、レベル（旧モノグラム）の1/39スケールのライトフライヤーのように再発売されて出回る場合もある。また、ヘリコプターの模型は固定翼機と同様1/32が採用されることが多いが、最近はミリタリーモデルに合わせた1/35スケールが流行りつつある。レベルから販売されていたいくつかの第1次世界大戦機の模型は1/28であった。他に1/64、1/96や1/128という縮尺もあった。
完成品モデルの縮尺は、軍用機では1/72が多く、1/144や1/48のものもある。1/48はフランクリンミントからのダイキャスト製品が多くみられる。2007年以降軍用機においても1/200のモデルが流行しつつある。旅客機の縮尺は1/200、1/400、1/500、1/600、1/1000等がある。1990年代半ばから、ヘルパやドラゴンモデルズ、ジェニミジェッツを中心とした1/500、1/400のダイキャストエアプレーンモデルが世界的な人気を獲得し、今なお毎月新モデルが発売されている。
半完成モデルの縮尺は、旅客機に関しては完成品の大きさをほぼ統一した、ボックススケールのものが多い。また、トレーディングフィギュア形式の完成/半完成モデルの縮尺は1/144のものが多い。
縮尺に関してはスケールモデル#模型や玩具のスケールも参照のこと。

## 小規模な生産者
一般的な射出成形によるプラモデルは大量生産が可能であるが、金型の製作コストが非常に高いため、個人や小規模な会社が作成するのは困難である。そこで、簡易インジェクションやレジンキャスト、真空成形等の少量生産向けで、少ない初期投資で製作できる模型が作られている。
簡易インジェクションは、樹脂や軽金属で型を作り、比較的低圧力でポリスチレンを射出成形する。成形品は通常のプラモデルとほぼ同じであるが、樹脂型の場合は部品の精度が悪く、型の寿命も短い。軽金属型の場合は通常のプラモデルと殆ど遜色の無いものとすることが可能であるが、製造コストも大差の無いものとなってしまう。MPM、Eduald、A Model、Mach 2、Pegasus等のヨーロッパを中心とした多くのメーカーから製品が出ているが、メーカー間による品質の差が大きい。
レジンキャストは、シリコンゴムで型を作り、ポリウレタン樹脂を注型して成形する。上質のものは射出成形キットと殆ど変わらない作業量で組み上げることができるが、型の寿命が非常に短く、材料のポリウレタン樹脂も高価であるため、製品の価格は射出成形キットよりも高くなる。また成形品の経年変化も大きい。レジン製キットのメーカーとしては、Anigrand、 Collect Aire、CMK、Unicraft等がある。
真空成形は、熱で軟化させたプラスチックの板を型に押し付けて成形する。型の寿命は比較的長く、安価に製造することが可能であるが、組立てに必要な作業量はプラモデルよりも多く、難易度も高い。プロペラや脚部品などは成形が困難なため、メタルやレジンキャスト、あるいは射出成形の部品がセットされている場合が多いが、そうでない場合はモデラーが別途調達する必要がある。真空成形キットのメーカーとしては、Koster Aero Enterprises、Welsh Models、DynaVector、AirModel等がある。
レジンキャストや真空成形のキットはメーカーによる品質の差が非常に大きく、ほとんど外形の目安程度にしかならないものも多い一方、作りやすさと正確さで世界的に高い評価を得ている会社もある。しかし、近年チェコを中心とした高品質の簡易インジェクションメーカーや、トランペッター等の後発のプラモデルメーカーからこれまで射出成形で模型化されてこなかった機種が比較的安価に模型化されるようになり、レジンキャストや真空成形は徐々に押されつつある。